# Döderhults distrikt
Döderhults distrikt är ett distrikt i Oskarshamns kommun och Kalmar län. 
Distriktet ligger norr, söder och väster om Oskarshamn, vid kusten. 

## Tidigare administrativ tillhörighet
Distriktet inrättades 2016 och utgörs av en del av området som Oskarshamns stad omfattade till 1971, delen som före 1967 utgjorde Döderhults socken.
Området motsvarar den omfattning Döderhults församling hade vid årsskiftet 1999/2000.